# Уикипедия на малтийски език
Уикипедия на малтийски език (на малтийски: Wikipedija Malti) е раздел на малтийски език в Уикипедия. Проектът започва работа през 2004 г.
През 2020 г. за първи път Уикипедия на малтийски език взима участие в ЦИЕ пролет 2020 – международно събитие, организирано от уикипедианци и уикимедианци от Централна и Източна Европа с цел създаването на статии за участващите държави от региона в Уикипедия на езиците на участващите държави от региона.

## Статистика
Към 28 юни 2025 г. Уикипедия на малтийски език съдържа 7404 статии. Регистрирани са 25 502 потребителя, от тях 38 са извършили каквито и да е действия през последните 30 дни, 4 потребителя имат статут на администратори. Общият брой редакции е 323 009.
Брой на статиите
- Август 2005 г. – достига 100 статии
- Септември 2007 г. – достига 1000 статии
- Май 2008 г. – достига 2000 статии